# (15165) 2000 GR89
A (15165) 2000 GR89 a Naprendszer kisbolygóövében található aszteroida. A LINEAR projekt keretében fedezték fel 2000. április 4-én.